# 小行星2110
小行星2110（2110 Moore-Sitterly）是一颗围绕太阳公转的小行星。1962年9月7日，印第安纳大学在摩根县发现了此天体。
該小行星以美國天文學家夏洛特·摩爾·西特利命名。
这颗小行星的绝对星等为192.5280200433457等。